# Farao Groth
Farao Marcus Gustav Groth, känd som Fantastiska Farao, född 6 maj 1985 i Stora Tuna församling, Kopparbergs län, är en svensk programledare.

## Biografi
Groth växte upp i Borlänge med två syskon. Han har bott i London där han bland annat arbetade på Hamleys, samt i Rom där han studerade italienska.
Groth fick stort genomslag 2014 när han medverkade i TV-programmet Böglobbyn samt som sidekick till Annika Lantz i radio.
Han har varit en återkommande gäst i radioprogrammet Äntligen morgon. Han programledde Idol Extra-programmet av Idol 2016 och var en del av NRJ i flera år. Groth ledde Skellefteå idrottsgala 2018. Han är en del av radiopodden Viktor & Faraos Podcast och har varit med i program som Fångarna på fortet. 2023 deltog Groth som en av domarna i TV-programmet Drag Race Sverige och som en av deltagarna i UR-produktionen Klimatkampen. Han var 2025 en av deltagarna i underhållningsprogrammet Förrädarna.
Utöver sitt programledarskap arbetar han med parfymer och är nordisk doftambassadör för Christian Dior.